# Forès
Forès – gmina w Hiszpanii, w prowincji Tarragona, w Katalonii, o powierzchni 16,54 km². W 2011 roku gmina liczyła 50 mieszkańców.